# 无髭毛建草
无髭毛建草（学名：Dracocephalum imberbe）为唇形科青兰属下的一个种。

## 扩展阅读
- 維基物種上的相關：无髭毛建草